# Thinophilus longiventris
Thinophilus longiventris är en tvåvingeart som beskrevs av Van Duzee 1926. Thinophilus longiventris ingår i släktet Thinophilus och familjen styltflugor. Inga underarter finns listade i Catalogue of Life.